# Maryvonne Kendergi
Maryvonne Kendergi (née le 15 août 1915 à Aïntab, en Cilicie — aujourd'hui Gaziantep, en Turquie —, et morte le 27 septembre 2011  à Montréal,,) est une professeure, musicographe, pianiste, commentatrice canadienne, québécoise, d'origine arménienne. Elle devient citoyenne canadienne en 1960.

## Biographie
Sa famille, contrainte de fuir le génocide arménien, se réfugie d'abord en Syrie, puis en France. Maryvonne Kendergi obtient une licence d'enseignement à l'École normale de musique de Paris en 1940, une licence de concert piano l'année suivante et un diplôme supérieur en histoire de l'art de l'Institut d'art et d'archéologie en 1944. Elle aura notamment comme professeur Alfred Cortot et Nadia Boulanger.
Elle devient très active dans le milieu musical en donnant plusieurs concerts et en faisant la promotion de la musique française. En 1945, elle reçoit la direction des activités culturelles et musicales de la Cité internationale universitaire de Paris, poste qu'elle occupe jusqu'en 1952.
C'est cette même année qu'elle émigre au Canada. D'abord à Gravelbourg en Saskatchewan, elle est animatrice à la radio et professeure au collège. En 1956, elle déménage à Montréal. Elle devient commentatrice à Radio-Canada dans le secteur des émissions musicales et culturelles. Lors de ces émissions, comme « Présences » en 1968 et « Carnet arts et lettres » de 1968 à 1977, elle s'entretient avec de nombreux artistes tels Ernest Ansermet, Arthur Rubinstein, Jane Bathori, Jean Lurçat et Boris de Schloezer. Toujours à Radio-Canada, cette fois avec sa série « Festivals européens », elle présente plus de 200 entrevues avec des personnalités de la musique actuelle. Toute sa vie, elle se fera l'ardente défenseure de ces musiques et contribue à les faire mieux connaître.

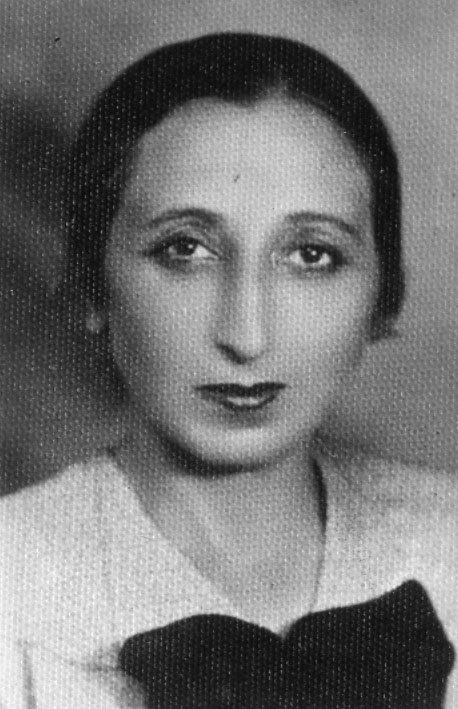
Maryvonne Kendergi, photo d'identité, 1943.

En 1961, avec Pierre Mercure et Serge Garant, elle organise la Semaine internationale de musique actuelle à Montréal. L'événement devient une date marquante pour le milieu de la création musicale. Il pave la voie à la création de la Société de musique contemporaine du Québec, en 1966, dont Maryvonne Kendergi est membre fondatrice et la présidente de 1973 à 1982. Elle préside également le Conseil canadien de la musique et elle est membre du Conseil des arts de la communauté urbaine de Montréal.
Parallèlement à toutes ses fonctions officielles, Maryvonne Kendergi devient professeur à l'Université de Montréal à partir de 1966. Elle est nommée professeure émérite lors de sa retraite en 1981. Grâce à elle, un programme d'enseignement de la musique canadienne a été instauré. Les « Musialogues » qu'elle inaugure en 1969 permettent de faire connaître les musiciens canadiens aussi bien que les musiciens étrangers de passage au Québec, tels Serge Garant, Jean Papineau-Couture, André Prévost, Micheline Coulombe Saint-Marcoux, Pierre Schaeffer, Harry Somers, Gilles Tremblay, Yehudi Menuhin, Edgar Varèse, Olivier Messiaen, Karlheinz Stockhausen, Iannis Xenakis, Igor Stravinsky et bien d'autres.
En 1980, elle participe à la fondation de l'Association pour l'avancement de la recherche en musique du Québec (ARMuQ, puis Société québécoise de recherche en musique ou SQRM) et en devient la première présidente.
Maryvonne Kendergi fait également don à l'Université de Montréal d'un Fonds de recherche Maryvonne-Kendergi grâce auquel des bourses sont attribuées annuellement à des étudiants en musicologie.
Son infatigable contribution au monde de la musique a été soulignée par un grand nombre de distinctions et de récompenses.
Maryvonne Kendergi est décédée à Montréal en 2011. Elle a été enterrée au cimetière Notre-Dame-des-Neiges, à Montréal.
« C'est grâce à son dévouement que nous savons mieux aujourd'hui qui nous sommes et que nous connaissons mieux la communauté à laquelle nous appartenons. Mme Kendergi a transformé à jamais notre paysage culturel en offrant une tribune et un tremplin à toute une génération de musiciens canadiens et québécois et en formant une cohorte entière d'étudiants et de chercheurs en musique au pays. »

## Honneurs
- 1980 : Membre de l'Ordre du Canada
- 1981 : Médaille du Conseil canadien de la musique
- 1981 : Professeur émérite de l'Université de Montréal[8]
- 1983 : Prix Lynch-Staunton, du Conseil des Arts du Canada
- 1985 : Chevalière de l'Ordre national du Québec[9]
- 1985 : Chevalier de l'ordre des Arts et des Lettres
- 1985 : Prix Calixa-Lavallée
- 1988 : Membre de l'Académie des Grands Montréalais[10]
- 1990 : Membre de la Société royale du Canada
- 1992 : Doctorat honoris causa de l'Université McGill
- 1992 : Officier de l'Ordre du Canada[11]
- 1994 : Médaille de l'Académie des lettres du Québec
- 2000 : Prix Opus, hommage
- 2004 : Doctorat honoris causa de l'Université Concordia[7]

Honneurs posthumes
- Le Centre de musique canadienne au Québec, à Montréal, a nommé en son honneur sa salle de consultations, rencontres, concerts et ateliers : l'Espace Kendergi[12]